# The Symbol
The Symbol è un EP del gruppo musicale polacco Sacrum, pubblicato nel 1997.

## Tracce
1. Birds of Mercy – 5:10
2. Forgotten Beginning – 5:17
3. Crystal Home – 4:34
4. Symptom of the Universe (Black Sabbath cover) – 3:55